# Медведица (Гросупље)
Медведица (словен. Medvedica је разбацано насеље у општини Гросупље у централној Словенији, покрајина Долењска. Општина припада регији Средишња Словенија.
Налази се на надморској висини 411,6 м, површине 3,66 км². Приликом пописа становништва 2002. године насеље је имало 47 становника.